# Weissenfels
För andra betydelser, se Weissenfels (olika betydelser).
Weissenfels (tyska: Weißenfels, även Weißenfels an der Saale) är en stad i Tyskland, belägen i Burgenlandkreis i förbundslandet Sachsen-Anhalt, 41 kilometer sydväst om Leipzig, vid floden Saale.

## Geografi
Weissenfels ligger vid den plats där floden Saale rinner ut mellan sandstensklippor från Thüringenbäckenet som här övergår i den låglänta regionen omkring Leipzig. Saaledalen är här relativt smal och brant, och på östra sidan av floden skiljer mer än 80 meter mellan flodnivån och de högst belägna stadsdelarna. De närmaste större städerna är Halle (Saale), 36 km norrut, Leipzig, 41 km åt nordost och Jena, 48 km söderut.
Den nordöstligaste delen av vindistriktet Saale-Unstrut ligger inom stadens gränser. Orten har ett relativt milt och torrt klimat för Centraleuropa, med 471 mm i genomsnittlig årsnederbörd.

## Historia
Vid början av vår tideräkning beboddes området omkring Weissenfels av den västgermanska folkstammen Hermundurerna, som senare uppgick i Thüringarna.
Under den senare folkvandringstiden omkring 700-talet till 800-talet blev området gränsområde mellan det ostfrankiska territoriet och västslaviska stammar. De äldsta kända byarna inom dagens stads gränser uppstod omkring slutet av 800-talet.
Stadens borg omnämns första gången år 1047. Staden var en naturlig handelsplats under medeltiden, då Via Regia här korsade floden Saale vid ett vadställe. Staden fick stadsrättigheter 1185, men redan tidigare fanns flera bosättningar på platsen. Under senmedeltiden utvecklades staden till en hantverksstad, med många skomakare och skräddare.
Staden var 1656–1746 residensstad i hertigdömet Sachsen-Weissenfels.
Mellan åren 1816 och 2007 var staden centralort i Kreis Weißenfels, som sedan 2007 uppgått i länet Burgenlandkreis.  I och med detta förlorade orten sin status som residensstad till Naumburg an der Saale.

## Kultur och sevärdheter

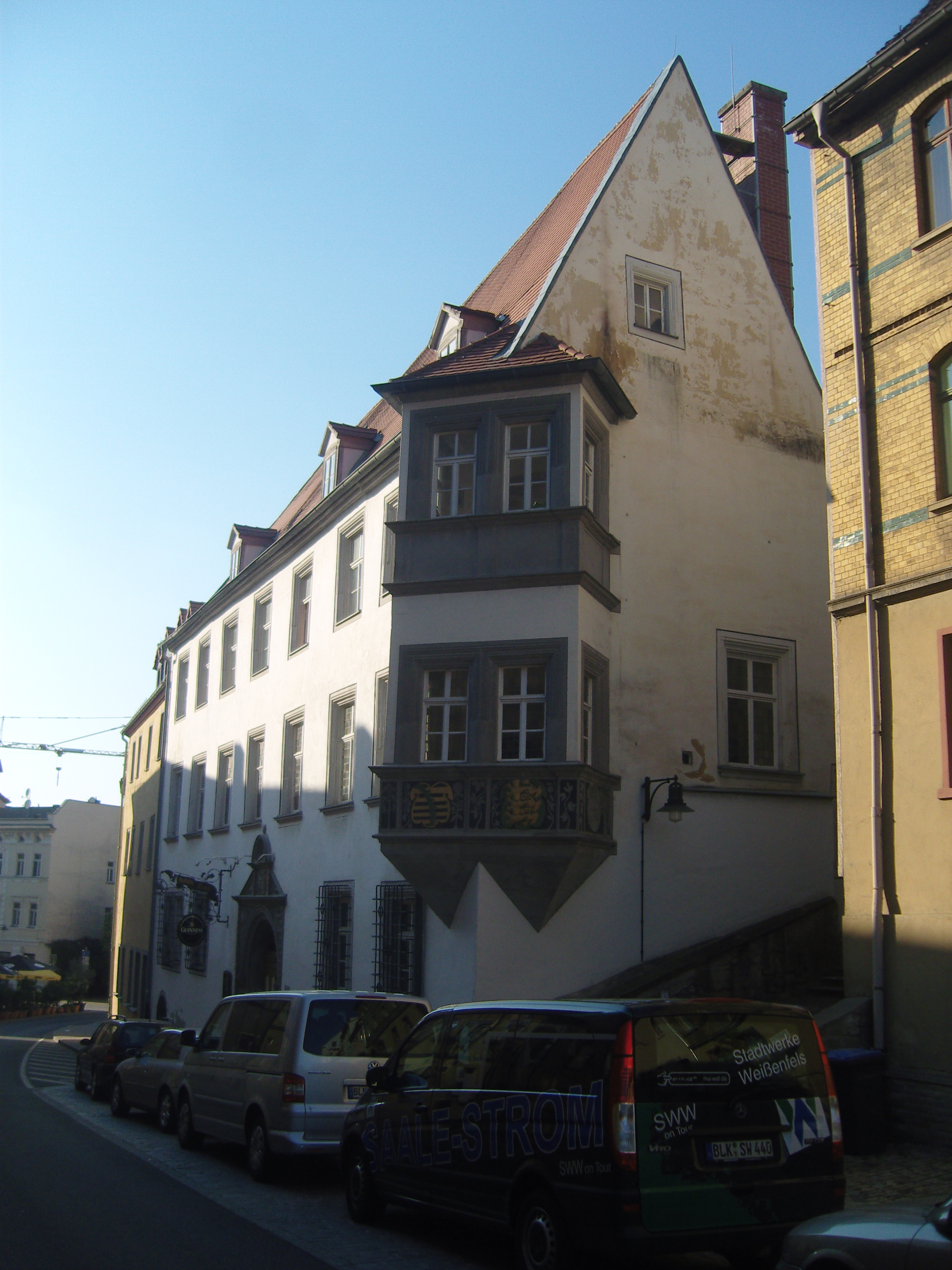
Geleitshaus

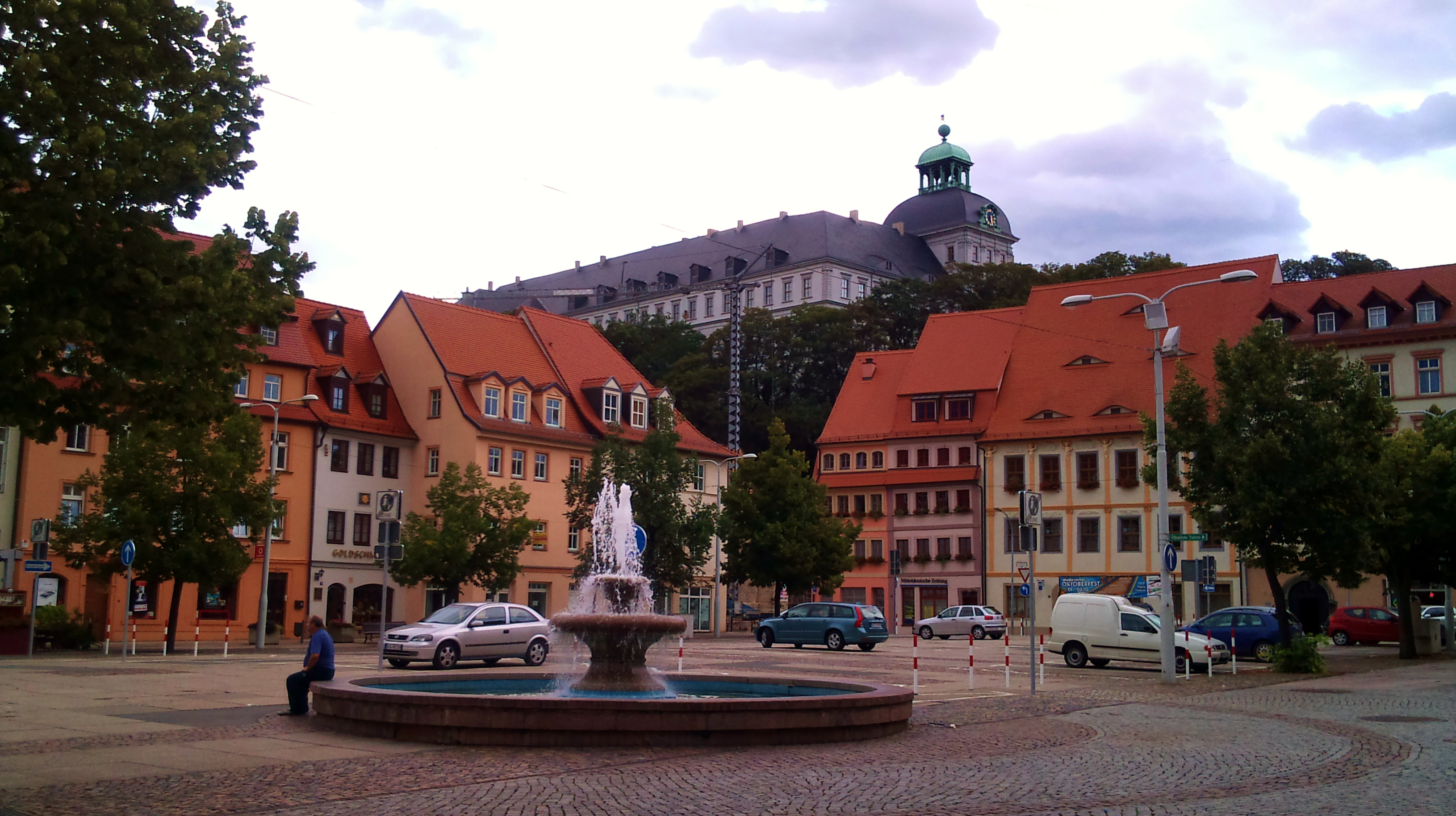
Torget och slottet Neu-Augustusburg

Till stadens sevärdheter räknas slottet Neu-Augustusburg och Geleitshaus Weißenfels, ett museum över trettioåriga kriget och slaget vid Lützen, inrymt i det hus där Gustav II Adolf balsamerades efter sin död i slaget.

## Näringsliv
Stadens näringsliv var under DDR-epoken inriktat på skotillverkning, som dock idag är avvecklad till följd av olönsamhet efter Tysklands återförening 1990.  Idag är livsmedelsindustri stadens viktigaste näring.

## Kända ortsbor
- Johann Ernst Altenburg (1734-1801), kompositör och musiker.
- Balthasar av Thüringen (1336-1406), markgreve av Meissen och lantgreve av Thüringen.
- Joachim Wilhelm von Brawe (1738-1758), poet.
- Heinrich von Bünau (1697-1762), historiker och statsman.
- Konrad Dannenberg (1912-2009), raketforskare.
- H. G. Ewers, pseudonym för Horst Gehrmann (född 1930), science fiction-författare.
- Louise von François (1817-1893), författare.
- Heinrich von Goßler, (1841-1927), preussisk general och krigsminister.
- Benjamin Halevy (1910-1996), israelisk politiker.
- Moritz Heyne (1837-1906), historiker och lexikograf.
- Moritz Hill (1805-1874), pedagog.
- Lutz Hoffmann (1959-1997), gymnast och OS-medaljör.
- Horst P. Horst (1906-1999), modefotograf.
- Georg Kükenthal (1864-1955), teolog och botaniker.
- Willy Kükenthal (1861-1922), zoolog.
- Hermann Loew (1807-1879), entomolog.
- Andreas Martens (född 1951), serietecknare.
- Novalis, pseudonym för friherre Georg Philipp Friedrich von Hardenberg (1772-1801), författare och filosof.
- Nick Proschwitz (född 1986), professionell fotbollsspelare.
- Gottfried Reiche (1667-1734), trumpetare och kompositör.
- Marcel Schied (född 1983), professionell fotbollsspelare.
- Heinrich Schütz (1585-1672), kompositör.
- Gerard Tichy (1920-1992), skådespelare.
- Tim Tscharnke (född 1989), längdskidåkare och tulltjänsteman.
- Carl Oskar Ursinus (1878-1952), ingenjör och flygpionjär.
- Gesine Walther (född 1962), gift Tessenborn, friidrottare och sprintlöpare.